# 稲荷町駅 (東京都)
稲荷町駅（いなりちょうえき）は、東京都台東区東上野三丁目にある、東京地下鉄（東京メトロ）銀座線の駅である。駅番号はG 17。

## 歴史
- 1927年（昭和2年）12月30日：東京地下鉄道上野 - 浅草間開通時に開業。
- 1941年（昭和16年）9月1日：陸上交通事業調整法により東京地下鉄道が路線を帝都高速度交通営団（営団地下鉄）に譲渡。
- 2003年（平成15年）2月：業務委託駅となる。
- 2004年（平成16年）4月1日：営団地下鉄の民営化に伴い、東京地下鉄（東京メトロ）に継承される[1]。
- 2007年（平成19年）3月18日：ICカード「PASMO」の利用が可能となる[2]。
- 2015年（平成27年）6月17日：発車メロディを導入[3]。

### 駅名の由来
駅を設置した当時の所在地が下谷区南稲荷町であったため。南稲荷町の「稲荷」は下谷神社に由来する。
1964年（昭和39年）10月1日に住居表示が実施され、所在地の町名が現在の東上野三丁目に変更されたが、駅名はそのまま「稲荷町」となっている。

## 駅構造
相対式ホーム2面2線を有する地下駅である。互いのホームを結ぶ連絡通路は改札内・改札外ともに無く、1番線は1・2番出入口、2番線は3番出入口しか利用できない。改札・ホーム階と地上を結ぶエレベーターが両番線とも1基ずつ設置されている。3番出入口は開業当初から構造やデザインが全く変わらない姿で使われているものである。

### のりば
| 番線 | 路線   | 行先     |
| ---- | ------ | -------- |
| 1    | 銀座線 | 渋谷方面 |
| 2    | 銀座線 | 浅草方面 |

（出典：東京メトロ:構内図）

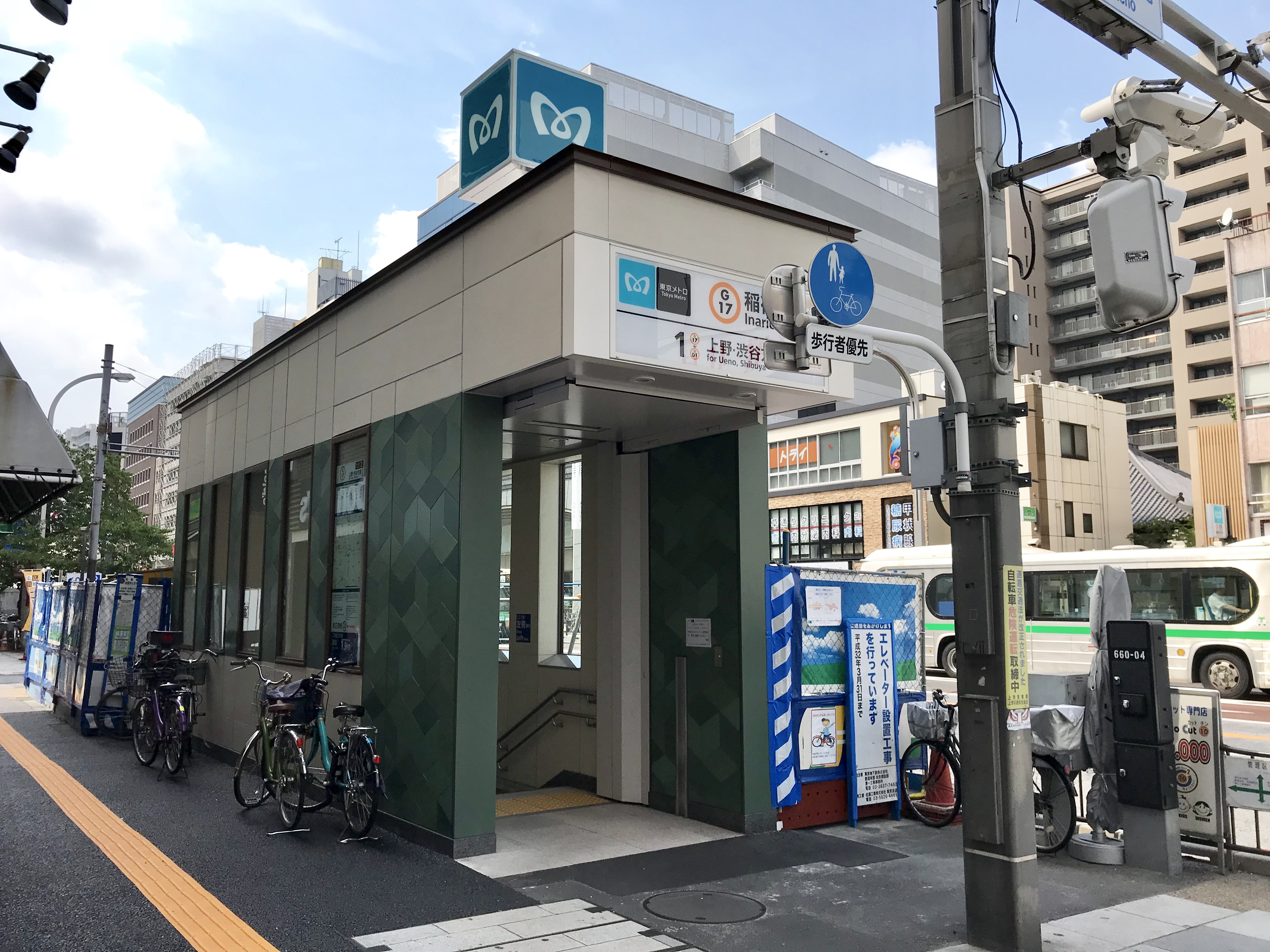
2番出入口（2018年8月）
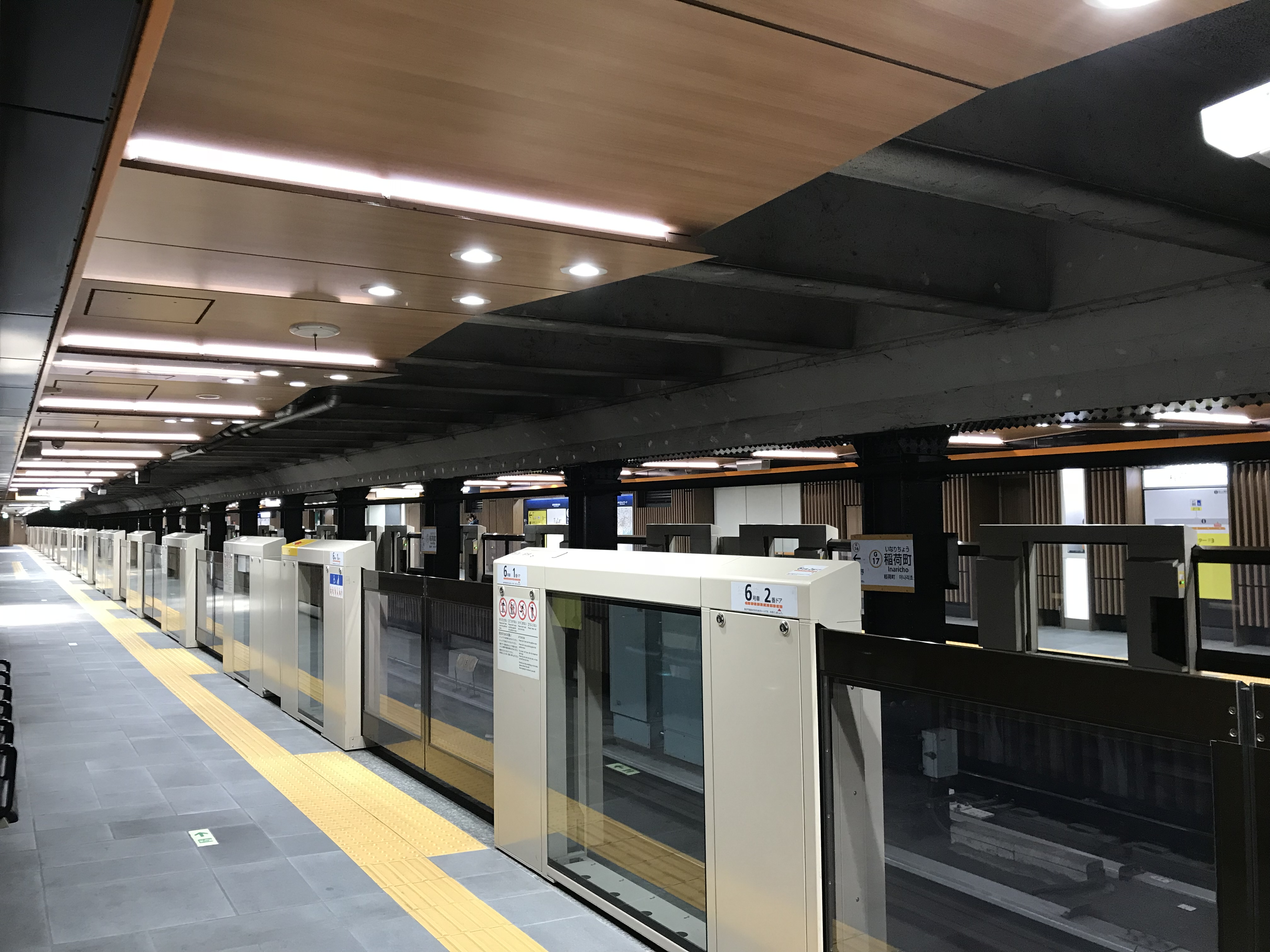
ホーム（2018年1月）

### 発車メロディ
2015年6月17日から、スタマック制作の発車メロディ（発車サイン音）を使用している。
曲は薄井由行が当駅向けに作曲したオリジナルのものである。

## 利用状況
2024年度の1日平均乗降人員は18,891人であり、東京メトロ全130駅中127位。銀座線の駅では最も乗降人員が少ない駅である。
近年の1日平均乗降・乗車人員の推移は下表の通りである。
| 年度               | 1日平均 乗降人員 | 1日平均 乗車人員 | 出典     |
| ------------------ | ---------------- | ---------------- | -------- |
| 1990年（平成02年） |                  | 7,499            | [ * 1 ]  |
| 1991年（平成03年） |                  | 7,702            | [ * 2 ]  |
| 1992年（平成04年） |                  | 7,973            | [ * 3 ]  |
| 1993年（平成05年） |                  | 8,408            | [ * 4 ]  |
| 1994年（平成06年） |                  | 8,542            | [ * 5 ]  |
| 1995年（平成07年） |                  | 8,388            | [ * 6 ]  |
| 1996年（平成08年） |                  | 8,255            | [ * 7 ]  |
| 1997年（平成09年） |                  | 7,953            | [ * 8 ]  |
| 1998年（平成10年） |                  | 7,893            | [ * 9 ]  |
| 1999年（平成11年） |                  | 7,423            | [ * 10 ] |
| 2000年（平成12年） |                  | 7,616            | [ * 11 ] |
| 2001年（平成13年） |                  | 7,364            | [ * 12 ] |
| 2002年（平成14年） | 14,877           | 7,145            | [ * 13 ] |
| 2003年（平成15年） | 14,977           | 7,189            | [ * 14 ] |
| 2004年（平成16年） | 13,910           | 6,879            | [ * 15 ] |
| 2005年（平成17年） | 14,068           | 6,975            | [ * 16 ] |
| 2006年（平成18年） | 14,222           | 7,148            | [ * 17 ] |
| 2007年（平成19年） | 14,439           | 7,210            | [ * 18 ] |
| 2008年（平成20年） | 14,130           | 7,060            | [ * 19 ] |
| 2009年（平成21年） | 13,817           | 6,932            | [ * 20 ] |
| 2010年（平成22年） | 14,074           | 7,005            | [ * 21 ] |
| 2011年（平成23年） | 13,904           | 6,951            | [ * 22 ] |
| 2012年（平成24年） | 14,328           | 7,159            | [ * 23 ] |
| 2013年（平成25年） | 14,831           | 7,419            | [ * 24 ] |
| 2014年（平成26年） | 15,257           | 7,627            | [ * 25 ] |
| 2015年（平成27年） | 15,941           | 7,956            | [ * 26 ] |
| 2016年（平成28年） | 16,620           | 8,268            | [ * 27 ] |
| 2017年（平成29年） | 17,294           | 8,589            | [ * 28 ] |
| 2018年（平成30年） | 17,868           | 8,890            | [ * 29 ] |
| 2019年（令和元年） | 18,410           | 9,197            | [ * 30 ] |
| 2020年（令和02年） | 12,771           |                  |          |
| 2021年（令和03年） | 13,537           |                  |          |
| 2022年（令和04年） | 15,438           |                  |          |
| 2023年（令和05年） | 17,533           |                  |          |
| 2024年（令和06年） | 18,891           |                  |          |

## 駅周辺
- 台東区役所本庁舎
- 台東区役所東上野地区センター
- 上野警察署
- 上野消防署
- ハローワーク上野
- 東京都立白鷗高等学校・附属中学校
- 台東区立上野小学校
- ライフ・エクステンション研究所付属永寿総合病院
- 下谷神社前郵便局
- 東上野六郵便局
- 下谷神社
- 長遠寺
- 坂東報恩寺
- 永昌寺
- 台東区立清島温水プール
- 神仏具問屋街
- マルエツ 東上野店
- 浅草通り
- 清洲橋通り
- 上野検車区
- 都営地下鉄大江戸線・首都圏新都市鉄道つくばエクスプレス新御徒町駅 - 正式な乗換駅ではない。

### バス路線
最寄りのバス停留所は、浅草通り上にある東上野六丁目である。以下の路線が乗り入れ、東京都交通局により運行されている。
- 上23：平井駅前行・東墨田二丁目行 / 上野松坂屋前行
- 上46：南千住駅東口行・南千住車庫前行 / 上野松坂屋前行
- 草39：金町駅前行 / 上野松坂屋前行（平日日中のみ）

## 隣の駅
東京地下鉄（東京メトロ）
 銀座線
上野駅 (G 16) - 稲荷町駅 (G 17) - 田原町駅 (G 18)